# Regering-Somers
De regering-Somers (10 juni 2003 - 20 juli 2004) was de Vlaamse regering die ontstond na het vertrek van minister-president Patrick Dewael naar de federale regering-Verhofstadt II. Minister-president Bart Somers zette zichzelf en zijn regering vooral in de kijker met zijn ambitie om de Olympische Spelen van 2016 naar Vlaanderen te halen. Die ambitie belandde uiteindelijk op een dood spoor.
Hoewel de regering-Somers in dezelfde regeerperiode plaatshad als de regering-Dewael zagen de coalitie en de zetelverdeling er anders uit. Zowel de SP als Agalev wijzigden hun naam en de Volksunie viel uiteen. De Vlaamse parlementsleden van deze laatste zwermden uit over 5 verschillende fracties. Om financiële redenen vormden de N-VA, Spirit en enkele onafhankelijken nog steeds de fractie-VU-ID, maar gedroegen zich niet als één fractie waardoor de regering het absolute minimum had om een meerderheid te vormen.
Op dinsdag 10 juni 2003 legden Bart Somers, Marino Keulen en Patricia Ceysens de eed af in het Vlaams parlement als nieuwe ministers, ter vervanging van Patrick Dewael, Jaak Gabriëls en Guy Vanhengel. De nieuwe minister-president legde later die dag ook de eed af bij de koning, waardoor de regering-Somers officieel van start kon gaan. Eén dag later volgde de regeringsverklaring van de nieuwe regering in het Vlaams parlement.

## Verloop
Op 4 juni 2003 kwam de naam van Bart Somers als nieuwe minister-president van de Vlaamse regering pas bovendrijven. De VLD koos voor hem, niet voor minister Dirk Van Mechelen omdat Somers communicatiever was en toen de communicatie op de inhoud primeerde. Dat ook Jaak Gabriëls vervangen werd was aanvankelijk niet de bedoeling. De keuze hiervoor moest als een positief signaal overkomen. De VLD wilde het Vlaams regeerakkoord uitvoeren en met een nieuwe ploeg, de regering-Somers, een nieuw project opstarten.
Het was deze regering die definitief het groene licht gaf voor het behoud van de Antwerpse luchthaven in Deurne. De beslissing was het gevolg van het akkoord dat de vorige regering een jaar geleden, op 19 juli 2002, over de kwestie sloot. Toen werd overeengekomen dat de Vlaamse overheid enkel nog zou investeren in Deurne als de privé-sector zelf de helft van de kostprijs van de tunnel voor de Krijgsbaan voor zijn rekening zou nemen. Die intunneling van de nabijgelegen autoweg was nodig om te voldoen aan de nieuwe internationale veiligheidsvoorschriften en tegelijk de startbaan van de luchthaven voldoende lang te houden. Alleen met een tunnel had de luchtvaartactiviteit in Deurne een kans om te overleven.

## Samenstelling
De regering-Somers bestond uit 10 ministers (9 ministers + 1 minister-president). VLD had 5 ministers (inclusief de minister-president), sp.a en Agalev/Groen! elk 2 en Spirit 1.
| Ambtsbekleder                        | Ambtsbekleder | Ambtsbekleder                   | Ministerie                                                                                      | Termijn                         | Partij |
| ------------------------------------ | ------------- | ------------------------------- | ----------------------------------------------------------------------------------------------- | ------------------------------- | ------ |
|                                      |               | Bart Somers (1964)              | Minister-president                                                                              | 10 juni 2003 - 20 juli 2004     | VLD    |
|                                      |               | Renaat Landuyt (1959)           | Viceminister-president                                                                          | 10 juni 2003 - 20 juli 2004     | sp.a   |
| Minister Werkgelegenheid en Toerisme |               | Renaat Landuyt (1959)           |                                                                                                 | 10 juni 2003 - 20 juli 2004     | sp.a   |
|                                      |               | Marleen Vanderpoorten (1954)    | Minister Onderwijs en Opleiding                                                                 | 10 juni 2003 - 20 juli 2004     | VLD    |
|                                      |               | Dirk Van Mechelen (1957)        | Minister Financiën en Begroting, Ruimtelijke Ordening, Wetenschap en Technologische Vernieuwing | 10 juni 2003 - 20 juli 2004     | VLD    |
|                                      |               | Paul Van Grembergen (1937-2016) | Minister Binnenlandse Aangelegenheden, Ambtenarenzaken, Cultuur en Jeugd                        | 10 juni 2003 - 20 juli 2004     | Spirit |
|                                      |               | Gilbert Bossuyt (1947-2023)     | Minister Mobiliteit, Openbare Werken en Energie                                                 | 10 juni 2003 - 20 juli 2004     | sp.a   |
|                                      |               | Ludo Sannen (1954)              | Minister Leefmilieu, Landbouw en Ontwikkelingssamenwerking                                      | 10 juni 2003 - 18 februari 2004 | Groen! |
|                                      |               | Jef Tavernier (1951)            | Minister Leefmilieu, Landbouw en Ontwikkelingssamenwerking                                      | 18 februari 2004 - 20 juli 2004 | Groen! |
|                                      |               | Adelheid Byttebier (1963)       | Minister Welzijn en Gezondheid en Gelijke Kansen                                                | 10 juni 2003 - 20 juli 2004     | Groen! |
|                                      |               | Patricia Ceysens (1965)         | Minister Economie, Buitenlands Beleid en E-government                                           | 10 juni 2003 - 20 juli 2004     | VLD    |
|                                      |               | Marino Keulen (1963)            | Minister Wonen, Media en Sport                                                                  | 10 juni 2003 - 20 juli 2004     | VLD    |

### Herschikkingen
- 18 februari 2004: In de aanloop naar de verkiezingen van 2004 raakte Ludo Sannen het oneens met zijn partij (Groen!) over de te varen koers. Hij werd vervangen door Jef Tavernier.

Geens I · 
Geens II · 
Geens III · 
Geens IV · 
Van den Brande I · 
Van den Brande II · 
Van den Brande III · 
Van den Brande IV · 
Dewael · 
Somers · 
Leterme · 
Peeters I · 
Peeters II · 
Bourgeois · 
Homans · 
Jambon ·
Diependaele